# (1374) Isora
(1374) Isora es un asteroide que cruza la órbita de Marte orbitando alrededor del Sol una vez cada 3,38 años. Con un diámetro de unos 10 km es uno de los mayores asteroides que cruza la órbita de Marte. Hace referencia al nombre de Rosi al revés y la clásica terminación en "a" del femenino.
Fue descubierto el 21 de octubre de 1935 por Eugène Joseph Delporte desde el Real Observatorio de Bélgica, en Uccle, Bélgica.